# Enzo Faletto
Enzo Doménico Faletto Verné (Santiago de Chile, 14 de julio de 1935 - 22 de junio de 2003) fue un sociólogo chileno.

## Biografía
Profesor titular de la Universidad de Chile, estudió Licenciatura en Historia en la Facultad de Filosofía y se especializó más tarde con una Maestría en Sociología en la Facultad Latinoamericana de Ciencias Sociales (FLACSO). Entre 1967 y 1972 dio clases a estudiantes de sociología y periodismo de la Universidad de Chile. A partir de 1973 se trasladó a la CEPAL donde desempeñó importantes cargos como consultor de este organismo internacional, manteniendo su vínculo con FLACSO, para regresar en 1990 a la docencia a la Universidad de Chile, específicamente al Departamento de Sociología, donde ejerció hasta sus últimos días.

## Publicaciones
Su publicación más importante fue Dependencia y Desarrollo en América Latina, escrita junto al expresidente brasileño, Fernando Henrique Cardoso.